# Ophioplax custos
Ophioplax custos is een slangster uit de familie Ophiochitonidae.
De wetenschappelijke naam van de soort werd in 1897 gepubliceerd door René Koehler.